# 基亚拉蒙特古尔菲
基亚拉蒙特古尔菲（義大利語：Chiaramonte Gulfi）是意大利西西里大区拉古萨省的一个市镇。总面积126平方公里，人口8200人，人口密度65.1人/平方公里（2009年）。ISTAT代码为088002。

## 友好城市
- 法國 克莱蒙